# Донской, Владимир Иосифович
Владимир Иосифович Донской (7 мая 1948, Ровно — 16 октября 2020, Симферополь) — советский, украинский и российский учёный в области теоретической информатики. Доктор физико-математических наук, профессор. Академик АН ВШ Украины с 2005 г.

## Биография
Родился в городе Ровно. В 1966 году поступил в Севастопольский приборостроительный институт  и окончил его в 1971 году. С 1974 году, после военной службы, работает в Симферопольском государственном университете им. Фрунзе на должностях программиста, руководителя группы математического обеспечения вычислительного центра, старшего научного сотрудника, ассистента, доцента, профессора, декана факультета. Кандидат физ.-мат. наук по специальности «математическая кибернетика» (1983), доктор физ.-мат. наук по специальности «теоретические основы информатики» (1994, ВАК России), профессор (1995), доктор физ.-мат. наук по специальности «теоретические основы информатики и кибернетики» (2000, ВАК Украины). В 1994 году основал в ТНУ им. В. Вернадского новую кафедру информатики, был инициатором открытия на математическом факультете специальности «информатика» (1995), открыл аспирантуру по специальности «теоретические основы информатики и кибернетики».

## Научная деятельность
Сфера научных интересов — теоретическая информатика, искусственный интеллект, распознавание образов, дискретная математика, исследование операций. Сотрудничал с В. Н. Касаткиным, содействовал работе МАН «Искатель».
Автор более 100 научных работ, среди которых — 4 книги: монография «Дискретные модели принятия решений при неполной информации» (1992), учебные пособия «Языки персональных компьютеров» (1989), «Компьютерные сети и сетевые технологии» (1999), «Дискретная математика» (2000). Подготовил 3-х кандидатов физико-математических наук.
Организатор и учёный секретарь постоянно действующей научной конференции «Интеллектуализация обработки информации». Главный редактор научного журнала «Таврический вестник информатики и математики», который внесен в перечень ВАК Украины по специальностям раздела 01.05 «информатика и кибернетика».
После аннексии Крыма Россией принял российское гражданство и продолжил научную работу в Крымском федеральном университете.

## Награды и звания
Заслуженный деятель науки и техники Украины (2004). Награждён почетной грамотой Украинской федерации ученых за весомый вклад в развитие науки в Украине (2004).